# شون هارفي (مغن مؤلف)
شون هارفي (بالإنجليزية: Shawn Harvey)‏ هو مغن مؤلف بريطاني، ولد في 2 سبتمبر 1971.

## وصلات خارجية
- الموقع الرسمي